# Musca sorbens
Musca sorbens är en tvåvingeart som beskrevs av Christian Rudolph Wilhelm Wiedemann 1830. Musca sorbens ingår i släktet Musca och familjen husflugor. Inga underarter finns listade i Catalogue of Life.